# Daniel Ramírez
Daniel Ramírez Morera (San José, 21 de abril de 1992) es un exfutbolista profesional costarricense que jugó como delantero en elClub Sport Herediano. 

## Trayectoria
Inició su carrera en las ligas menores del proyecto Alejandro Morera Soto, en las ligas menores de la Liga Deportiva Alajuelense y posteriormente en el Alto Rendimiento del Club Sport Herediano. Su debut oficial en la Primera División de Costa Rica lo haría en el Campeonato de Invierno 2012, el 4 de agosto de 2012, en un encuentro del conjunto florense ante el Municipal Pérez Zeledón. En su primer torneo alcanza 4 anotaciones en 8 presentaciones. Se proclamaría campeón del Campeonato de Verano 2013, así como el subcampeonato del Campeonato de Invierno 2012. En el 2013 sería cedido a préstamo al Club Deportivo Belén Siglo XXI, equipo con el que milita hasta la actualidad.

## Clubes
| Club                                      | País       | Año         |
| ----------------------------------------- | ---------- | ----------- |
| Club Sport Herediano                      | Costa Rica | 2012 - 2013 |
| Club Deportivo Belén Siglo XXI (préstamo) | Costa Rica | 2013 - 2014 |
| Club Sport Herediano                      | Costa Rica | 2014        |
| Municipal Perez Zeledón (préstamo)        | Costa Rica | 2014        |
| Club Sport Herediano                      | Costa Rica | 2015 -      |

## Palmarés

#### Títulos nacionales
| Título                         | Club                 | País       | Año  |
| ------------------------------ | -------------------- | ---------- | ---- |
| Primera División de Costa Rica | Club Sport Herediano | Costa Rica | 2013 |